# 可啦思刻
《Timeless 可啦思刻》是香港歌手方大同第五張錄音室專輯，亦是首張翻唱大碟，在2009年8月11日推出。專輯的首波主打歌是翻唱王菲的《紅豆》，在港台地區的評價不俗。在香港第二主打歌是他惟一一支正式發行的粵語歌曲——翻唱關菊英的《Kuang Chao（狂潮）》。 而在台灣的第二主打歌是《Nothing's Gonna Change My Love For You》。此專輯原定於2009年8月14日推出，後提早至8月11日推出，首批版本附送《Red Bean（紅豆）》限量版CD單曲。
同年10月10日，此專輯的CD加DVD特別版推出，CD加收一首新歌《The Moon Represents My Heart（月亮代表我的心）》，DVD則加入幕後製作花絮「錄音室大搜密」(17分鐘)，及《Red Bean（紅豆）》、《Nothing's Gonna Change My Love For You》、《Wonderful Tonight》的音樂錄影帶。

## 曲目

### 《可啦思刻》
| 曲序 | 曲名                                   | 曲                              | 詞                              | 編曲   | 附註                                            |
| 01   | You Are The Sunshine of My Life        | Stevie Wonder                   | Stevie Wonder                   | 方大同 | 原唱者為Stevie Wonder（英語），featuring 黃韻玲 |
| 02   | Nothing's Gonna Change My Love For You | Michael Masser Gerald Goffin    | Michael Masser Gerald Goffin    | 方大同 | 原唱者為George Benson（英語）                   |
| 03   | Bad                                    | Michael Jackson                 | Michael Jackson                 | 方大同 | 原唱者為Michael Jackson（英語）                 |
| 04   | Kuang Chao（狂潮）                     | 顧嘉煇                          | 黃霑                            | 方大同 | 原唱者為關菊英（粵語）                          |
| 05   | La Bamba                               | Ritchie Valens                  | Ritchie Valens                  | 方大同 | 原唱者為Ritchie Valens（西班牙語）              |
| 06   | Red Bean（紅豆）                       | 柳重言                          | 林夕                            | 方大同 | 原唱者為王菲（國語）                            |
| 07   | Georgia on My Mind                     | Hoagy Carmichael Stuart Gorrell | Hoagy Carmichael Stuart Gorrell | 方大同 | 原唱者為Ray Charles（英語）                     |
| 08   | Remember（記得）                       | 林俊傑                          | 易家揚                          | 方大同 | 原唱者為張惠妹（國語）                          |
| 09   | Wonderful Tonight                      | Eric Clapton                    | Eric Clapton                    | 方大同 | 原唱者為Eric Clapton（英語）                    |
| 10   | Moon River                             | Henry Mancini                   | Johnny Mercer                   | 方大同 | 原唱者為Audrey Hepburn（英語）                  |

### 《Red Bean（紅豆）》
| 曲序 | 曲名             | 曲     | 詞   | 編曲   | 附註                 |
| 01   | Red Bean（紅豆） | 柳重言 | 林夕 | 方大同 | 原唱者為王菲（國語） |

### 《可啦思刻》CD + DVD 特別版
| 曲序                 | 曲名                                           | 曲   | 詞     | 編曲               | 附註                   |
| 前十首歌與CD版本相同 |                                                |      |        |                    |                        |
| 11                   | The Moon Represents My Heart（月亮代表我的心） | 孫儀 | 翁清溪 | Edward Chan 方大同 | 原唱者為鄧麗君（國語） |

## 香港派台歌曲
《Red Bean（紅豆）》、《Kuang Chao（狂潮）》、《The Moon Represents My Heart（月亮代表我的心）》

## MV導演
- 《Red Bean（紅豆）》：徐筠庭；MV女主角
- 《Nothing's Gonna Change My Love For You》：林書宇；MV女主角柯佳嬿
- 《Wonderful Tonight》：陳映之
- 《Kuang Chao（狂潮）》：麥婉欣

## 唱片版本
- 首批CD版本 - 封面有白色標貼
- 第二批CD版本 - 封面有藍色標貼
- CD+DVD Taipei Tour 2009典藏限定版
- 日本製黑膠LP
- 日本製HQCD

## 獎項
| 年份         | 單位             | 獎項   | 入圍者 | 結果 |
| ------------ | ---------------- | ------ | ------ | ---- |
| 2010         |                  |        |        |      |
| 第21屆金曲獎 | 最佳國語男歌手獎 | 方大同 | 提名   |      |

- 《Red Bean（紅豆）》——2009年度勁歌金曲優秀選第二回 - 最受歡迎華語歌曲、YAHOO!搜尋人氣大獎2009 - 搜尋人氣國語歌曲、新城勁爆頒獎禮 - 勁爆國語歌曲、騰訊網星光大典 - 中聯榜十大金曲、SINA Music樂壇民意指數頒獎禮2009 - 我最喜愛至尊國語金曲、香港電台中文歌曲龍虎榜2009年度第二十九週冠軍歌曲、叱咤903專業推介2009年度第三十週冠軍歌曲、新城娛樂台劲爆本地榜2009年度第三十一週冠軍歌曲
- 《Kuang Chao（狂潮）》——YAHOO!搜尋人氣大獎2009 - 搜尋十大人氣歌曲、紐約中文電台熱爆歌曲流行榜 - 年度熱播歌曲 第十位、新城娛樂台劲爆本地榜2009年度第三十八週冠軍歌曲、香港電台中文歌曲龍虎榜2009年度第三十九週冠軍歌曲、TVB勁歌金榜2009年度第四十四週冠軍歌曲
- 《The Moon Represents My Heart（月亮代表我的心）》——SINA Music樂壇民意指數頒獎禮2009 - 最高收聽率二十大歌曲
- 其他——第14屆全球華語榜中榜頒獎禮 - 最佳男歌手(香港)